# شهرستان اوزون
ناحیهٔ اوزون (به ازبکی: Uzun District) یک منطقهٔ مسکونی در ازبکستان است که در ولایت سرخان‌دریا واقع شده‌است. ناحیه اوزون ۲٬۳۳۰ کیلومتر مربع مساحت و ۱۲۸٬۰۰۰ نفر جمعیت دارد.